# Darlin' (SuGの曲)
「Darlin'」（ダーリン）は、SuGメジャー初のライブ会場限定販売シングル。2017年3月9日に発売された。

## 概要
2017年3月9日に恵比寿LIQUIDROOMで開催された「SuGの日 FROM PSC」会場で1,000枚限定で発売され完売したが、同年3月19日より2ndプレスのライブ会場限定販売が開始された。
2016年に開催された、SuGがダークでゴシックな“極悪SuG”とポップでカラフルな“極彩SuG”という対照的なコンセプトでライブの盛り上がりを競い、その勝者にCD発売権が与えられるという対決型ライブツアー「SuG VersuS EXTRA 2016」で“極彩SuG”が勝利したことを受け、発売が約束されていたシングル。

インディーズ時代からの通算では「夢際ダウナー/虚言癖」ぶり、２枚目のライブ会場限定販売シングルとなる。

## 収録曲
1. Darlin'
作詞：武瑠　作曲：yuji　編曲：Masahiro“Godspeed”Aoki

## 品番
BRCA-70030